# 1965 في اليونان
فيما يلي قوائم الأحداث التي وقعت خلال عام 1965 في اليونان.

## سياسة

### تعيين في المنصب
- 29 أبريل – أندرياس باباندريو .
- 16 يوليو – كونستانتين ميتسوتاكيس Minister of Coordination of Greece ‏،Minister of Coordination of Greece ‏.

### انتهاء فترة المنصب
- 15 يوليو – أندرياس باباندريو .
- 15 يوليو – جورجيوس باباندريو رئيس وزراء اليونان.
- 15 يوليو – كونستانتين ميتسوتاكيس Minister of Finance of Greece  [لغات أخرى]‏،Minister of Coordination of Greece ‏.

## موسيقى

### أغاني
من الأغاني التي صدرت هذه السنة في اليونان:
- 1 يناير – زوربا من غناء ميكيس ثيودوراكيس.

## مواليد

### فبراير
- 21 فبراير – أرجيريس بابابيترو لاعب كرة سلة يوناني.

### مايو
- 22 مايو – فانيس كريستودولو لاعب كرة سلة يوناني.
- 23 مايو – ثاناسيس سكورتوبولوس

### يونيو
- 11 يونيو – جورجيوس بارتزوكاس

### يوليو
- 10 يوليو – أليكسيا أميرة اليونان والدنمارك

### أغسطس
- 27 أغسطس – إنج بوستيكوغلو

### سبتمبر
- 11 سبتمبر – ماريا سبيراكي سياسية يونانية.